# Humberto Coelho
Humberto Manuel de Jesus Coelho (ur. 20 kwietnia 1950 w Porto) – portugalski piłkarz występujący na pozycji środkowego obrońcy, oraz trener piłkarski.
Jest wychowankiem klubu Ramaldese CF, ale najdłużej - łącznie przez szesnaście lat - i z największymi sukcesami grał w SL Benfica. W wieku osiemnastu lat znalazł się w kadrze zespołu, który dotarł do finału Pucharu Europejskich Mistrzów Krajowych, gdzie przegrał z Manchesterem United. Piętnaście lat później Coelho, już jako kapitan, poprowadził Benficę do finału Pucharu UEFA, również przegranego, tym razem z RSC Anderlecht. Ponadto w barwach Benfiki zdobył osiem tytułów mistrza oraz sześć Pucharów kraju. Z reprezentacją Portugalii rozegrał 64 mecze. Po zakończeniu kariery piłkarskiej rozpoczął działalność szkoleniową. Krótko pracował jako trener klubowy; od 1987 roku był zatrudniony w sztabie technicznym Portugalskiego Związku Piłki Nożnej. Dziesięć lat później został selekcjonerem reprezentacji Portugalii i wprowadził ją do Euro 2000. Od brązowego medalu na tym turnieju datuje się początek renesansu portugalskiej drużyny narodowej.
Po mistrzostwach był trenerem m.in. reprezentacji Maroka i Korei Południowej. Od czerwca 2008 roku prowadzi kadrę Tunezji

## Sukcesy piłkarskie
- mistrzostwo Portugalii 1969, 1971, 1972, 1973, 1975, 1981, 1983 i 1984, Puchar Portugalii 1969, 1970, 1972, 1980, 1981 i 1983, finał Pucharu Europejskich Mistrzów Krajowych 1968, finał Pucharu UEFA 1983 z Benficą

W reprezentacji Portugalii od 1969 do 1983 roku rozegrał 64 mecze i strzelił 6 goli.

## Sukcesy szkoleniowe
- III-IV miejsce w Euro 2000 z reprezentacją Portugalii